# Juicio sumario
Un juicio sumario es un tipo de juicio en que se procede rápidamente y se prescinde de algunas formalidades o trámites. En un juicio sumario, el tribunal resuelve con limitación de conocimiento sobre una cuestión, de manera que las partes tienen limitadas sus posibilidades de alegación o prueba, sin que la sentencia impida un juicio plenario ulterior. Se trata de un proceso contencioso que tiene por objeto un pronunciamiento declarativo, constitutivo o de condena de parte del sentenciador, en aquellos casos en que la ley o que por la naturaleza del derecho en disputa requieran de una tramitación sencilla, breve y rápida para que sea eficaz.
Las sentencias sumarias pueden dictarse sobre el fondo de un caso entero o sobre cuestiones concretas del mismo. La formulación del criterio de juicio sumario se enuncia de diversas maneras en los tribunales de diferentes jurisdicciones. En los Estados Unidos, el juez que preside el caso debe determinar que "no existe ninguna disputa genuina sobre ningún hecho material y que el peticionario tiene derecho a una sentencia en derecho". En Inglaterra y Gales, el tribunal falla a favor de una parte sin un juicio completo cuando "la demanda, defensa o cuestión no tiene perspectivas reales de éxito y no hay ninguna otra razón convincente por la que el caso o la cuestión deban resolverse en un juicio".
En el derecho civil, el acceso a un procedimiento sumario puede fundarse en casos de "urgencia" y necesidad de una respuesta jurisdiccional rápida. Asimismo, el criterio de un derecho evidente alegado por el demandante y en un tipo de controversia que se asume como de mayor simplicidad o una conducta determinada del demandado justifican también distribuir el riesgo en favor del que requiere la aplicación de ese tipo de procedimiento.